# Sangre de Toro de Vieiro
Sangre de Toro de Vieiro es el nombre de una variedad cultivar de manzano (Malus domestica). Esta manzana es originaria de Galicia, está cultivada en la colección de árboles frutales y banco de germoplasma de Mabegondo con el N.º 373; ejemplares procedentes de esquejes localizados en Vieiro (Orense).

## Sinónimos
- "Manzana Sangre de Toro de Vieiro",[4][5]
- "Maceira Sangre de Toro de Vieiro".

## Características
El manzano de la variedad 'Sangre de Toro de Vieiro' tiene un vigor medio. Tamaño grande y porte erguido.
Época de inicio de brotación desconocido y de floración a partir del 11 de abril.
Las hojas tienen una longitud del limbo de tamaño medio, con la máxima anchura del limbo es media. Longitud de las estípulas es corta y la máxima anchura de las estípulas media. Denticulación del borde del limbo es ondulado, con la forma del ápice del limbo cuspidado y la forma de la base del limbo es obtuso. Con subestípulas ausentes.
Sus flores tienen una longitud de los pétalos media, con una anchura de los pétalos estrecha, disposición de los pétalos libres entre sí, con una longitud del pedúnculo corta.
La variedad de manzana 'Sangre de Toro de Vieiro' tiene un fruto de tamaño pequeño, de forma globoso-cónica, de color bicolor, con chapa completa, e intensidad fuerte. Epidermis de textura suave, sin pruina en su superficie y con presencia de cera nula. Sensibilidad al "russeting" (pardeamiento áspero superficial que presentan algunas variedades) muy poco sensible. Con lenticelas de tamaño mediano.
Los sépalos están dispuestos de forma parcialmente replegados, y superpuestos en su base; su fosa calicina es profunda y de una anchura ancha. Pedúnculo de grosor grueso y de longitud medio, siendo la cavidad peduncular de una profundidad profunda y de anchura ancha. Con pulpa de color blanca, cuya firmeza es intermedia y su textura es intermedia; su jugosidad es jugosa, con sabor de acidez media, y poco aromática.
Época de maduración y recolección a partir del 22 de octubre. 'Sangre de Toro de Vieiro' es una manzana que su destino es la conservación de esta variedad en el banco de germoplasma de Mabegondo como reserva genética.

## Susceptibilidades
- Oidio: no presenta
- Moteado: ataque débil
- Raíces aéreas: no presenta
- Momificado: no presenta
- Pulgón lanígero: no presenta
- Pulgón verde: ataque débil
- Araña roja: no presenta
- Chancro del manzano: no presenta.[3]